# Altopascio
Altopascio és un municipi italià, situat a la regió de la Toscana i a la província de Lucca. L'any 2017 tenia 15.544 habitants.